# Aurélien Rousseau
Aurélien Rousseau (ur. 25 czerwca 1976 w Alès) – francuski urzędnik państwowy i samorządowy, w 2023 minister zdrowia i profilaktyki.

## Życiorys
Z wykształcenia historyk, został też absolwentem École nationale d’administration. Pracował jako nauczyciel historii i geografii w szkole średniej w Bondy. Należał do Francuskiej Partii Komunistycznej. W 2009 został urzędnikiem w Radzie Stanu.
Pełnił funkcję zastępcy dyrektora biura mera Paryża (2012–2014) oraz zastępcy sekretarza generalnego w administracji francuskiej stolicy (2014–2015). Był zastępcą dyrektora gabinetu i społecznym doradcą premierów Manuela Vallsa i Bernarda Cazeneuve. W latach 2017–2018 kierował paryską mennicą Monnaie de Paris. Od 2018 do 2021 zarządzał regionalną agencją zdrowia w Île-de-France. Jego urzędowanie przypadło m.in. na okres pandemii COVID-19.
W latach 2022–2023 był szefem sztabu premier Élisabeth Borne. W lipcu 2023 w kierowanym przez nią rządzie objął stanowisko ministra zdrowia i profilaktyki. W grudniu 2023 podał się do dymisji, sprzeciwiając się popieranej przez rząd ustawie zaostrzającej przepisy dotyczące migracji; zakończył urzędowanie w tym samym miesiącu.
W 2024 z ramienia lewicowej koalicji uzyskał mandat deputowanego do Zgromadzenia Narodowego.

## Odznaczenia
- Kawaler Legii Honorowej (2021)[8]